# Ant Nation
Ant Nation es un juego de estrategia en tiempo real creado por Konami para WiiWare y Nintendo DS. La versión de WiiWare se lanzó el 13 de julio de 2009 en América del Norte y la versión de Nintendo DS el 8 de septiembre de 2009.

## Jugabilidad
En ambas versiones del juego, los jugadores entrenan a una colonia de hormigas para ser lo suficientemente fuertes como para sobrevivir a varios desafíos. En la versión de Nintendo DS, las hormigas son una especie genéticamente modificada criada para derrotar a una colonia de hormigas alienígenas invasoras. La versión de WiiWare es un juego de sandbox, mientras que la versión de DS presenta está basado en misiones.
Los jugadores someten a sus hormigas a diversos peligros como relámpagos, fuego y rayos de calor de una lupa para aumentar su resistencia antes de enviarlos a misiones para recolectar alimentos y derrotar a otros insectos. Mientras que en la versión WiiWare el jugador controla a un enjambre de hasta cientos de hormigas, la versión de DS se basa en una mecánica de juego basada en piedra, papel o tijera en el que los jugadores crean grupos de hormigas con resistencias específicas a ciertos peligros.
La versión de WiiWare también contiene un modo de bonificación en el que se intenta matar a todas las hormigas en el nivel usando cosas como martillos, láseres y repelente de insectos.

## Recepción
Nintendo World Report lo calificó como "un asunto lento y perturbador con poca variedad", e IGN calificó el modo de campaña como superficial y mundano y el juego solo podía entretener brevemente a "los desesperadamente aburridos o ciegos", mientras que Nintendo Power dio a este juego uno de las valoraciones más bajas de la historia; 2.0.